# Corrida de seis dias

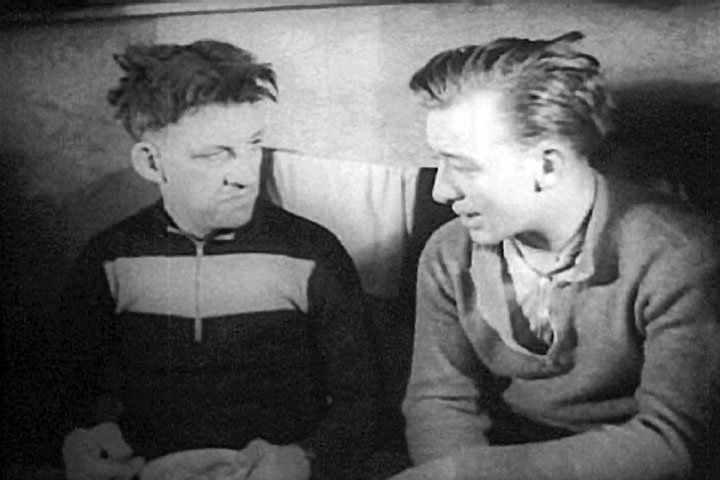
O ciclista Reggie MacNamara com o seu parceiro de ciclismo Edward Seufert

As corridas de seis dias são competições de ciclismo de pista que duram seis dias.

## Origem

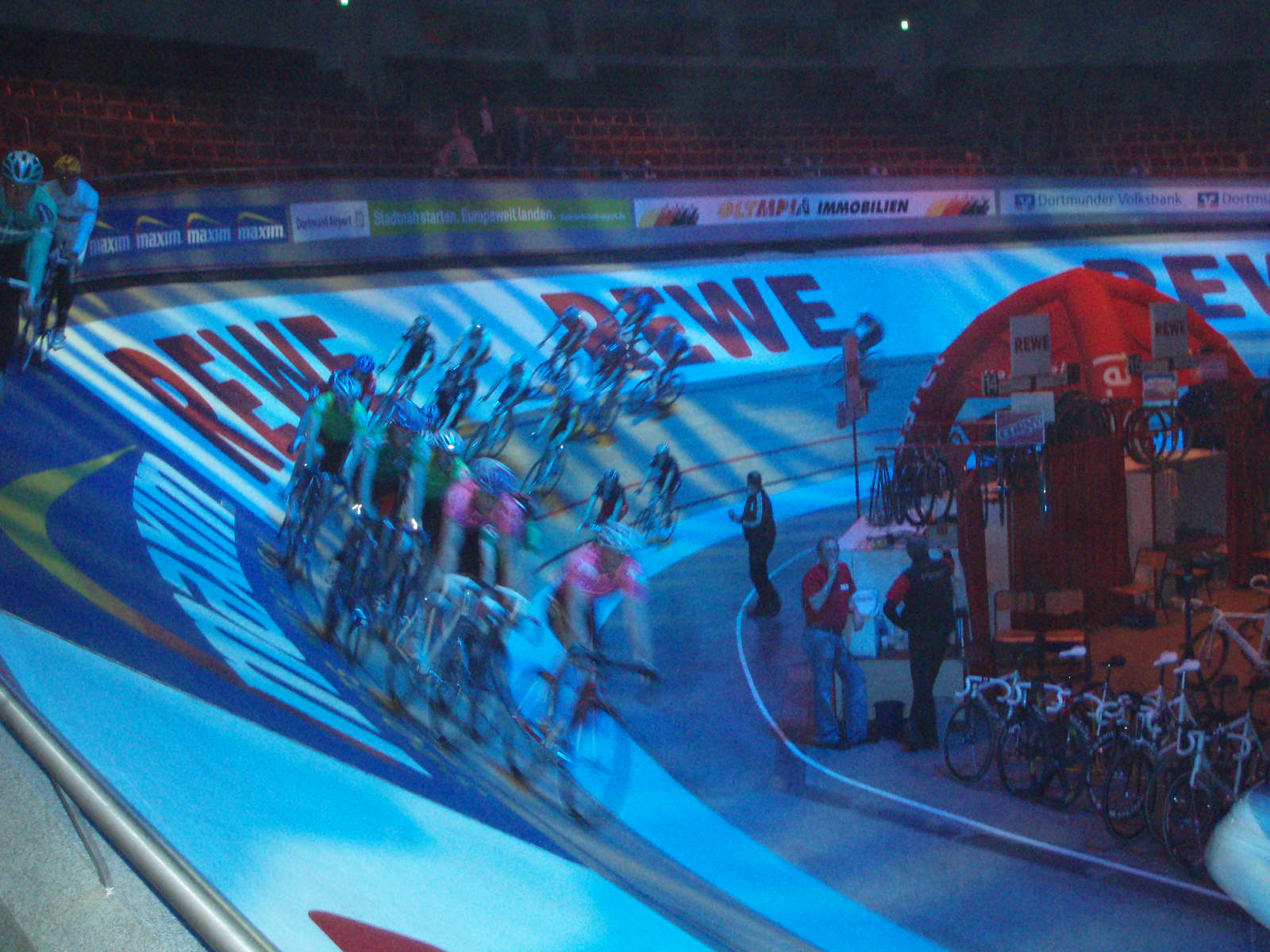
Seis dias de Dortmund de 2011

As primeiras provas desta modalidade ocorreram no Reino Unido em 1878, ciclistas competindo individualmente 18 horas por dia, durante seis dias. Foi uma prova de resistência. Foi realizada 19 a 25 de novembro de 1878, e o vencedor foi o britânico William Cann que percorreu 1706 km.
O formato foi alterado, passando a ser competido em equipes de dois ciclistas, ou às vezes três, em um formato de revezamento em que um corredor está em competição e o outro companheiro está em repouso. Considera-se que a primeira corrida oficial de seis dias foi no dia 4 de dezembro de 1899, no Madison Square Garden, em Nova Iorque, Estados Unidos. Foi a origem dos seis dias de Nova Iorque.
No início do século XX, as corridas de seis dias foram introduzidas na Europa, inicialmente para a Alemanha, onde eles se tornaram um grande sucesso. Não muito mais tarde, seguido de outros países como a Bélgica (Bruxelas e Gante), França (Paris) e Reino Unido (Londres). Na década de 1930, também encontramos nos Países Baixos e na Dinamarca. Durante a Alemanha nazista estas corridas foram proibidas porque foi considerado um entretenimento depravado. Muitos dos ciclistas foram para os Estados Unidos, que foi o país onde havia mais corridas e com mais popularidade. Após a Segunda Guerra Mundial, as competições na Alemanha foram recuperadas, com mais sucesso que antes, e em vez disso corridas na América começaram a desaparecer.
Atualmente, o formado foi simplificado, as corridas são limitadas a seis noites consecutivas, geralmente às 6h da tarde até às 2h da madrugada.

## Método de classificação

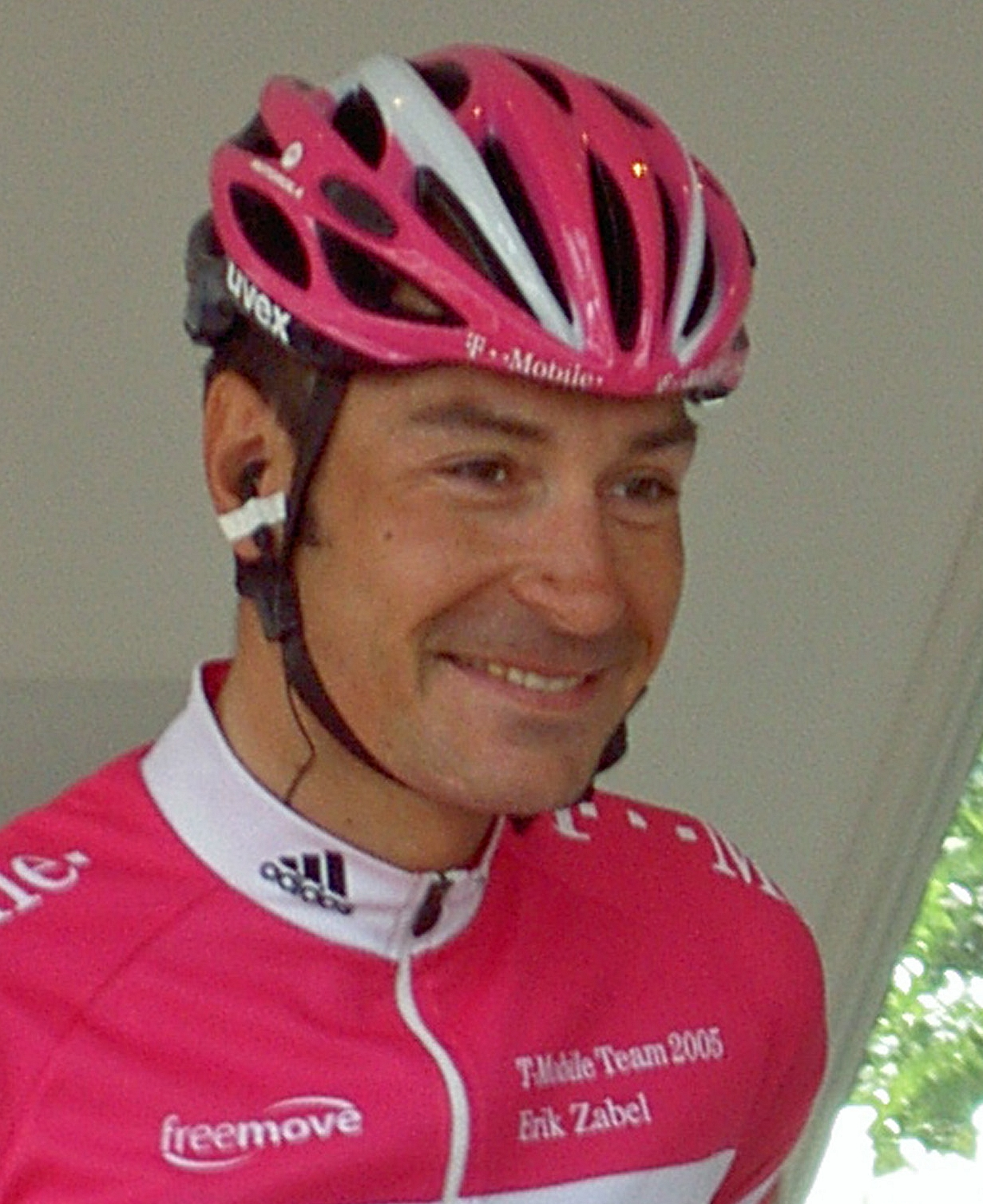
Erik Zabel

O vencedor absoluto da competição é a equipe que executa o maior número de voltas. Quando várias equipes têm percorrido o mesmo número de voltas, o vencedor é determinado, a equipe que obtiver a maior quantidade de pontos nos sprints intermédios, perseguição e outras provas.
Um programa típico inclui seis dias:
- Competidores atrás da motocicleta
- Sprints intermédios
- Corridas de eliminação

A prova principal é a corrida de Madison, em que os dois integrantes da equipe estão na pista ao mesmo tempo. Um deles tem sua vez na corrida de revezamento, enquanto o outro vai para o próximo revezamento. Os revezamentos são feitos por tocar as mãos ou costas.

## Corridas de seis dias ativos
- Seis dias de Amsterdã (1932- )
- Seis dias de Berlim (1909- )
- Seis dias de Bremen (1910- )
- Seis dias de Copenhague (1934- )
- Seis dias de Fiorenzuola d'Arda (1998- )
- Seis dias de Gante (1922- )
- Seis dias de Grenoble (1971- )
- Seis dias de Roterdã (1936- )
- Seis dias de Zurique (1956- )

## Corridas de seis dias por país
| Alemanha       | Berlim (1909- ), Bremen (1910- ), Breslau (1921-1931), Büttgen, Colônia (1959-1998), Dortmund (1926-2008), Dresden, Essen (1960-1967), Frankfurt am Main (1911-1983), Hanôver (1913-1980), Kiel, Leipzig, Mainz, Munique (1933-2009), Münster (1950-1988), Stuttgart (1928-2008)                                                                                               |
| Argentina      | Buenos Aires (1936-2000), Mar de Plata |
| Austrália      | Adelaida (1960-1967), Bendigo, Brisbane, Launceston (1961-1987), Maryborough, Melbourne (1912-1983), Newcastle, Perth, Sydney (1911-1974), Townsville, Whyalla |
| Bélgica        | Amberes (1934-1994), Bruxelas (1912-1971), Charleroi, Gante (1922- ), Hasselt |
| Brasil         | Rio de Janeiro, São Paulo |
| Canadá         | Delhi, Montreal (1929-1980), Ottawa, Quebec, Toronto (1912-1965), Vancouver, Winnipeg |
| Colômbia       | Medellín (1997) |
| Dinamarca      | Aarhus (1954-1961), Copenhague (1934- ), Herning (1974-1998) |
| Espanha        | Barcelona (1952-1953), Madrid (1960-1984) |
| Estados Unidos | Atlanta, Atlantic City, Boston (1901-1933), Buffalo (1910-1948), Chicago (1915-1957), Cleveland (1933-1958), Columbus, Des Moines, Detroit, Filadélfia, Indianápolis, Kansas City, Los Angeles (1932-1973), Louisville, Milwaukee (1932-1942), Minneapolis, Newark, Nova Iorque (1899-1961), Oakland, Pittsburgh, Portland, Saint Louis, São Francisco (1919-1939), Washington |
| França         | Argel, Bordéus (1989-1997), Grenoble (1971- ), Marselha (1928-1933), Niza, Numea (1977-2003), París (1913-1989), Saint-Étienne (1928-1953) |
| Reino Unido    | Londres (1923-1980) |
| Países Baixos  | Amsterdã (1932- ), Apeldoorn, Groninga (1970-1979), Maastricht (1976-2006), Roterdã (1936- ), Tilburg, Zuidlaren |
| Itália         | Bassano del Grappa (1986-1998), Bolonha, Castelgomberto, Cremona, Fiorenzuola d'Arda (1998- ), Milão (1927-1998), Turim (2001-2008) |
| México         | Aguascalientes (1997) |
| Suíça          | Zurique (1954- ) |

## Principais vencedores
| # | Ciclista      | Vitórias | Participações |
| - | ------------- | -------- | ------------- |
| 1 | Patrick Sercu | 88       | 223           |
| 2 | Danny Clark   | 74       | 235           |
| 3 | René Pijnen   | 72       | 233           |
| 4 | Peter Post    | 65       | 155           |
| 5 | Bruno Risi    | 61       | 178           |